# Iossif Kotek
Eduard Josef Kotek, russifié en Iossif Iossifovitch Kotek (Иосиф Иосифович Котек), parfois Joseph Kotek, né le 25 octobre 1855 (6 novembre dans le calendrier grégorien) à Kamenets-Podolski (Empire russe) et mort le 4 janvier 1885 à Davos (Suisse), est un violoniste russe.

## Biographie
Il naît dans la famille d'un professeur de musique d'origine tchèque. Il termine l'école de musique de la filiale de Kiev de la Société musicale russe et en 1871-1876 étudie au Conservatoire de Moscou dans la classe de violon du professeur Ferdinand Laub, puis auprès du professeur Jan Hřímalý, ainsi que dans la classe de composition libre (théorie de la musique) de Tchaïkovski. Il est diplômé du conservatoire avec médaille. Pendant ses années d'études, il se lie d'amitié avec Tchaïkovski empreinte de sentiments intimes réciproques jusqu'à la mort de Kotek. Tchaïkovski lui avait donné le surnom de « chaton » (kotik en russe) d'après son nom de famille.
Après le conservatoire, il donne des leçons particulières aux enfants de la milliardaire, la baronne von Meck, à qui il témoigne des difficultés financières de Tchaïkovski et c'est grâce à cela que la baronne, déjà fortement éprise de la musique du compositeur, commence à lui verser régulièrement une pension. Kotek fait le messager entre Tchaïkovski et la baronne qui ne se rencontreront jamais, même si la baronne laissa parfois à la disposition du compositeur son manoir à la campagne, afin qu'il s'y repose. Kotek est aussi le témoin de mariage de Tchaïkovski, mariage qui fut désastreux.
Kotek a aussi aidé Tchaïkovski dans son écriture de la partie de soliste du Concerto pour violon et orchestre en ré majeur op. 35, composé en 1878. Tchaïkovski tenait en haute estime la virtuosité de Kotek et lui confia la première représentation privée de ce concerto, tandis que lui-même l'accompagna au piano. Tchaïkovski a dédié à Kotek sa valse-scherzo op. 34, composée en 1877.
Dans une lettre à son frère Modeste du 19 janvier 1877, Tchaïkovski lui fait part de son sentiment amoureux envers Kotek et lui raconte qu'il lui exprime sa tendresse, sans que leur relation n'aille jamais au-delà du purement platonique. Le 4 mai 1877, Tchaïkovski rend compte cette fois-ci de la jalousie brûlante qu'il éprouve à propos de la liaison que Kotek entretient avec la cantatrice Zinaïda Eïbojenko. À la fin de l'année 1878, Kotek et Tchaïkovski renouvellent leur amitié à Paris, mais Tchaïkovski est profondément mécontent de l'« incroyable caractère volage » de Kotek envers les femmes, et déclare qu'il trouve sa compagnie « plus désagréable qu'agréable ». En novembre 1879, il rencontre Kotek à Berlin, mais le trouve plus ennuyeux qu'agréable. Dans des lettres de 1879, Tchaïkovski fait preuve d'irritation face au comportement « dissolu » de Kotek.
En octobre 1879, l'Allemagne offre deux bourses Mendelssohn, l'une pour la composition, l'autre pour la pratique musicale. Kotel remporte la seconde et Engelbert Humperdinck, la première. La même année, Kotek aide à l'arrangement pour voix de solistes, chœur et piano de l'opéra de Tchaïkovski, La Pucelle d'Orléans.
En 1882, Kotek part pour Berlin, où il se perfectionne quelque temps au violon sous la direction de Joseph Joachim, puis il enseigne à l'École supérieure de musique de Berlin (Königlich Akademischen Hochschule für ausübende Tonkunst), joue en soliste et dans un quartet à cordes comme premier violon (second violon: Gustav Exner, alto: Willy Nikking, violoncelle: Hugo Dechert). En 1884, des premiers signes de tuberculose affectent Kotek. Il meurt dans un sanatorium de Davos dans les Grisons, avant d'avoir atteint sa trentième année.

## Compositions
- Sechs praktische Studien, für die Violine von Josef Kotek. Op. 8. (1880)[10]
- Morceaux caractéristiques, Op. 5 (1882)